# District de Bressuire
Le district de Bressuire est une ancienne division territoriale française du département des Deux-Sèvres de 1790 à 1795.
Il était composé des cantons de Bressuire, les Aubiers, Cerizais, Chapelle Laurent, Chiché, la Forest sur Sèvre, Chatillon, Moncoulant et Pierre d'Echaubrognes.